# Politeizem
Politeízem je verovanje v več bogov, navadno zbranih v panteon z vsakemu lastno mitologijo in rituali. Nasprotje temu je monoteizem, ki je prevladujoča oblika verovanja v sodobnem času. Politeizem je značilen za stara verstva, ki jih označujemo s skupnim izrazom poganstvo. Med še danes razširjenimi politeističnimi verstvi sta daoizem in šintoizem.
Ni nujno, da posameznik, ki pripada politeistični veri, časti vse bogove enako. Tistemu, ki se specializira za enega od njih, pravimo monolatrist, katenoteist pa je človek, ki časti različne bogove ob različnih priložnostih.